# Coração de Jesus (Minas Gerais)
Coração de Jesus is een gemeente in de Braziliaanse deelstaat Minas Gerais. De gemeente telt 27.110 inwoners (schatting 2009).

## Aangrenzende gemeenten
De gemeente grenst aan Brasília de Minas, Campo Azul, Ibiaí, Lagoa dos Patos, Mirabela, Montes Claros, Ponto Chique, São João da Lagoa en São João do Pacuí.